# Solénocyte
Les solénocytes sont des cellules allongées et flagellées présentes chez divers invertébrés, tels que les Plathelminthes, les Cephalochordata et plusieurs autres clades animaux. Elles jouent un rôle important dans les systèmes excréteurs de leur organisme hôte. Par exemple, les lancelets utilisent des protonéphridies solénocytaires pour effectuer l'excrétion. En plus de l'excrétion, ces cellules contribuent à la régulation ionique et à l'osmorégulation. Les solénocytes sont donc des types de protonéphridies et sont souvent comparés aux cirtocyte qui ont la même fonction. Les solénocytes ont des flagelles, tandis que les cirtocytes sont généralement ciliées.

## Structure et configuration cellulaire

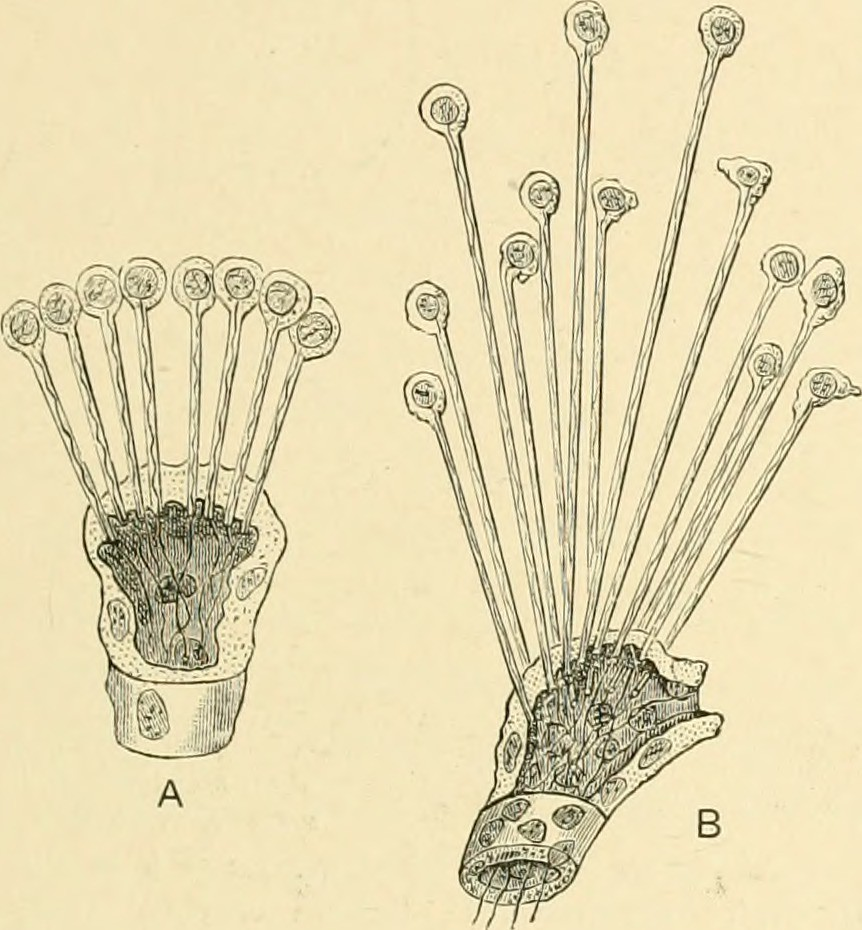
Illustration de la structure cellulaire de base d'un amas de solénocytes s'étendant sur une branche latérale de protonéphridie (A et B). Le corps cellulaire des solénocytes est de nature circulaire et réside au sommet de chaque tubule, tandis que les flagelles traversent la longueur de la lumière du tubule intracellulaire.

Les solénocytes sont des cellules dérivées du mésoderme. Elles sont morphologiquement diverses, contenant une coiffe cytoplasmique contenant le noyau. Un ou deux flagelle se situe à l'intérieur d'un tubule attaché à son corps basal. S'étendant sur toute la longueur du tubule, les flagelles sont capables de faire saillie dans la lumière du protonéphridie.
La paroi tubulaire est composée de fines tiges perforées de minuscules ouvertures. Ces pores sont probablement le site de filtration du liquide interstitiel.
Une néphridie contient environ 500 solénocytes, chacun mesurant environ 50 µm de longueur (cette mesure inclut le corps cellulaire nucléé et le tubule). Chez Branchiostoma belcheri, l'organe excréteur contient des amas de solénocytes (dont la majorité sont situés le long de la surface cœlomique du ligament denticulé). Ces amas sont formés à intervalles réguliers, générant des groupes parmi les tubules rénaux de B. belcheri. Des études supplémentaires indiquent une ressemblance avec les podocytes des vertébrés, car le liquide vasculaire contenu dans le ligament denticulé peut pénétrer dans le cœlome à travers le réseau étroit de lacunes des solénocytes.

## Aspects fonctionnels et mécaniques

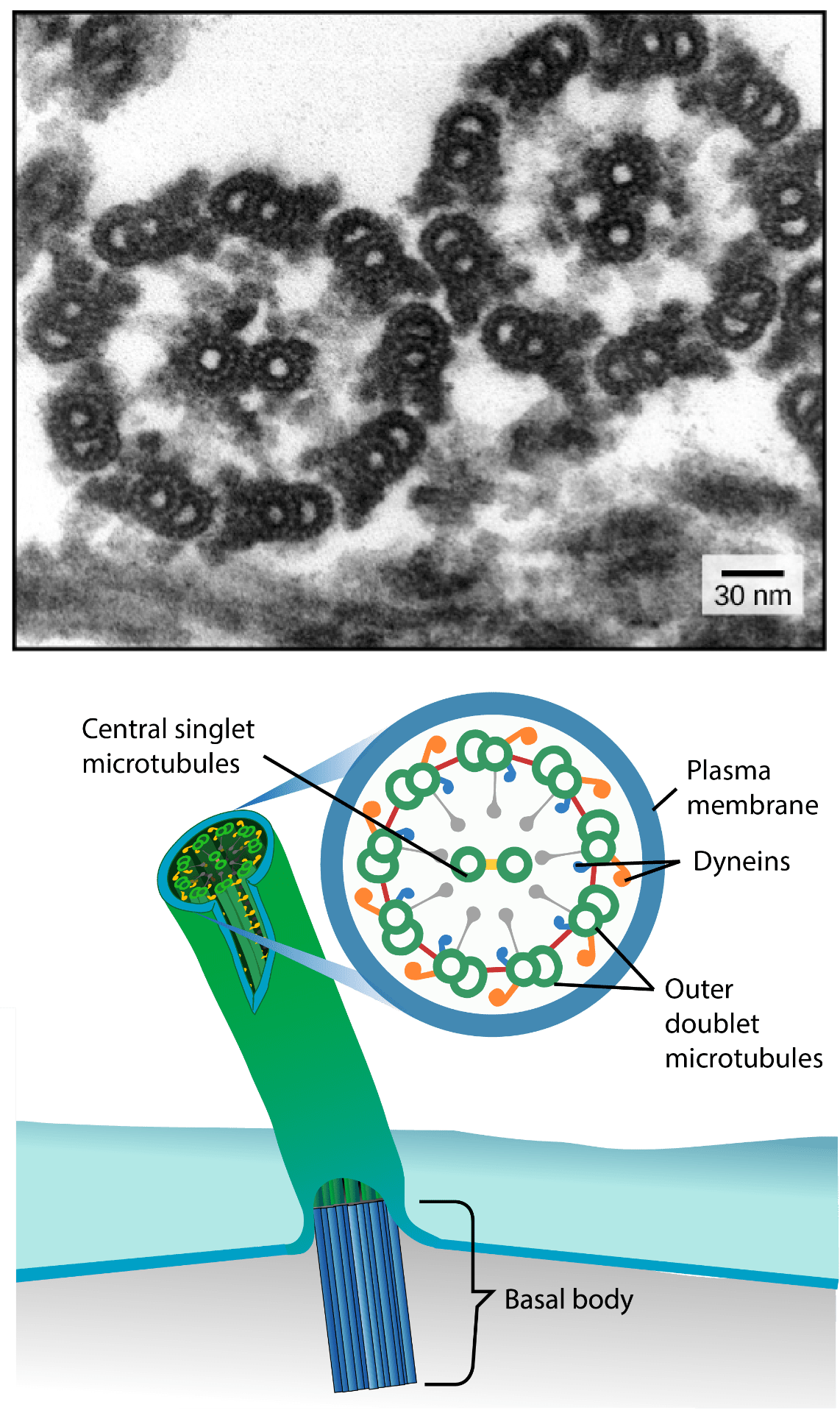
Micrographie électronique à transmission du réseau 9+2 de microtubules de deux flagelles eucaryotes en coupes transversales (panneau supérieur).

En ce qui concerne la fonction, les flagelles jouent un rôle important dans la nature excrétrice des solénocytes. Elles sont composées d'un filament axial (ou axonème), d'un corps basal, ainsi que de nombreux microtubules.
Le corps basal, composé de neuf triplets de microtubules, sert à ancrer les flagelles dans la cellule (agissant comme un centriole modifié). Au centre de chaque flagelle se trouve l'axonème, qui contient neuf doublets de microtubules encerclant une paire de microtubules simples, générant un motif 9+2,. Des milliers de dynéines sont attachés aux doublets des axonèmes, permettant la motilité flagellaire. Plus précisément, les dynéines s'ancrent sur un doublet à l'intérieur de l'anneau microtubulaire externe, et lorsqu'elles « marchent » vers un doublet adjacent, la structure flagellaire entière est capable de se plier et de battre. Le mouvement du flagelle permet aux solénocytes de transporter les matériaux excréteurs et le liquide cœlomique dans la lumière du tubule intracellulaire.
Chez les branchiostomes, les amas de solénocytes se projettent directement dans les canaux cœlomiques, où ils sont immergés dans le liquide cœlomique. Ce liquide est composé de sels, de protéines et de cellules (par exemple, des leucocytes, des phagocytes, des éleocytes, des mucocytes). Les solénocytes jouent un rôle majeur dans l’osmorégulation, la régulation des ions et l'homéostasie grâce au mouvement du fluide cœlomique. Les protonéphridies des branchiostomes possèdent également de minuscules vaisseaux sanguins. Ils absorbent les déchets azotés du liquide cœlomique, ainsi que du sang par diffusion.